# Landéric
Landéric ou Landry est maire du palais de Neustrie de 604 à 613.

## Biographie
Il est peut-être frère de Gundoland, son successeur, car les deux sont mentionnés comme oncles (avunculus) de Sainte Aldegonde, mais le terme d'avunculus peut être pris par son sens d'« oncle » et non par son sens littéral « oncle maternel », auquel cas il peut y avoir d'autres conclusions.
Il est également mentionné dans la chronique de Frédégaire :
« La neuvième année de son règne [604], Théodoric eut d’une concubine un fils nommé Corbus. Comme Protadius, Romain d’origine, était fort considéré de tous dans le palais, et que Brunehault dont il partageait le lit, voulait le combler de dignités, il fut nommé à la mort du duc Wandalmar, patrice de la contrée au-delà du Jura et du pays de Salins. Pour faire périr Bertoald, on l’envoya réclamer les droits du fisc, dans les bourgs et les cités situés sur les bords de la Seine jusqu’à l’Océan.

Bertoald partit seulement avec trois cents hommes pour les pays où il était envoyé par Théodoric ; arrivé à la terre d’Arèles il s’y livrait à la chasse ; ce que sachant, Clotaire envoya son fils Mérovée et Landri, maire du palais, avec une armée, pour tuer Bertoald. Cette armée se permit, contre les termes du traité, d’envahir la plupart des bourgs et des cités situés entre la Seine et la Loire et qui appartenaient à Théodoric.
Bertoald, en ayant reçu la nouvelle et n’étant: pas en force pour résister, s’enfuit à Orléans, où il fut reçu par le saint évêque Austrin ; Landri ayant entouré Orléans avec son armée, appela Bertoald, pour qu’il en vint aux mains. Bertoald lui répondit du haut du rempart : Si tu veux m’attendre, pendant que les troupes resteront immobiles, nous engagerons un combat singulier, et Dieu nous jugera. Mais Landri fut loin d’y consentir. Bertoald ajouta : Puisque tu n’oses souscrire à cela, bientôt nos maîtres en viendront aux mains par suite de tout ce que vous faites. Couvrons-nous alors de vêtements vermeils ; précédons les autres au lieu où sera le combat, c’est là qu’on verra ma bravoure et la tienne ; jurons l’un et L’autre devant Dieu que nous tiendrons cette promesse.
Cela fait, le jour de la fête de saint Martin, Théodoric, ayant appris que, contre le traité, Clotaire avait envahi une partie de son royaume, traversa le Loet, se dirigea avec une armée, le jour de Noël, à Etampes, où Mérovée, fils du roi Clotaire, vint au-devant de lui avec Landri et une grande armée. Comme l’endroit ou l’on passe le Loet était fort resserré, à peine le tiers de l’armée de Théodoric avait passé que le combat commença ; Bertoald s’avança selon leur convention appelant Landri. Mais Landri n’osa pas, comme il l’avait promis, affronter le péril d’un tel combat. Bertoald s’étant trop avancé, fut tué avec les siens par l’armée de Clotaire ; sachant que Protadius voulait le dégrader de sa dignité, il ne voulut pas s’échapper. Mérovée, fils de Clotaire, fut pris ; Landri fut mis en fuite, et un grand nombre des soldats de Clotaire furent taillés en pièces. Théodoric entra en triomphe dans Paris, Théodebert conclut la paix avec Clotaire à Compiègne ; et les deux armées retournèrent dans leur pays sans plus de carnage.. »
— Frédégaire, chronique
Il meurt vers 613 et Gundoland lui succède comme maire du palais.